# Fengxiang Chengguanzhen (häradshuvudort i Kina, Shaanxi, lat 34,52, long 107,39)
Fengxiang Chengguanzhen är en häradshuvudort i Kina. Den ligger i provinsen Shaanxi, i den nordvästra delen av landet, omkring 140 kilometer väster om provinshuvudstaden Xi'an. Antalet invånare är 483 471. Befolkningen består av 236 698 kvinnor och 246 773 män. Barn under 15 år utgör 14,0 %, vuxna 15-64 år 76 %, och äldre över 65 år 8,0 %.
Runt Fengxiang Chengguanzhen är det ganska tätbefolkat, med 239 invånare per kvadratkilometer. Fengxiang Chengguanzhen är det största samhället i trakten. Trakten runt Fengxiang Chengguanzhen består till största delen av jordbruksmark.
Genomsnittlig årsnederbörd är 754 millimeter. Den regnigaste månaden är september, med i genomsnitt 159 mm nederbörd, och den torraste är december, med 2 mm nederbörd.